# Радехівська міська рада
| Радехівська міська рада — орган місцевого самоврядування у Радехівському районі Львівської області з адміністративним центром у м. Радехів. Водоймища на території, підпорядкованій даній раді: річка Острівка. Міській раді підпорядковані населені пункти: - м. Радехів - с. Кути |

## Склад ради
Рада складається з 30 депутатів та голови.

### Керівний склад ради
| ПІБ                          | Основні відомості                                               | Дата обрання | Дата звільнення |
| ---------------------------- | --------------------------------------------------------------- | ------------ | --------------- |
| Кутенський Василь Григорович | Міський голова, 1961 року народження, освіта, безпартійний      | 26.03.2006   | 31.10.2010      |
| Загиней Ніна Миколаївна      | Міський голова, 1953 року народження, освіта вища, позапартійна | 31.10.2010   |                 |

Примітка: таблиця складена за даними джерела